# Приближение случайных фаз

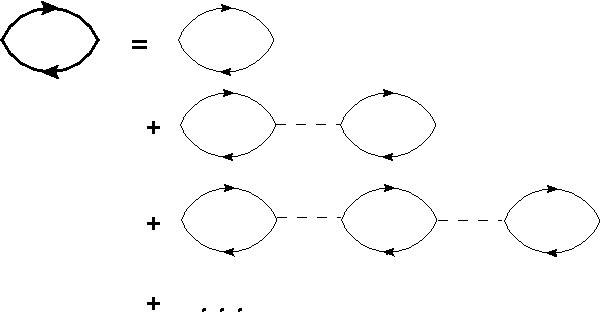
На диаграммах Фейнмана приближение случайных фаз представлено в виде суммы кольцевых диаграмм. Верхняя толстая линия — взаимодействующая функция Грина, тонкая линия — невзаимодействующая функция Грина, пунктирная линия — взаимодействие двух частиц.

Приближение случайных фаз (ПСФ) — метод приближённого расчёта электронных свойств в физике конденсированного состояния и в ядерной физике. Впервые метод был представлен Дэвидом Бомом и Дэвидом Пайнсом как важный результат в серии основополагающих статей 1952 и 1953 годов. В течение десятилетий физики пытались включить эффект микроскопических квантово-механических взаимодействий между электронами в теорию. Приближение случайных фаз Бома и Пайнса объясняет слабое экранированное кулоновское взаимодействие и обычно используется для описания динамического линейного отклика электронных систем.
Приближение случайных фаз предполагает, что электроны реагируют только на полный электрический потенциал V(r), который представляет собой сумму внешнего возмущающего потенциала Vext(r) и экранирующего потенциала Vsc(r). Также предполагается, что внешний возмущающий потенциал колеблется с одной частотой ω, так что модель даёт с помощью метода самосогласованного поля выражение для динамической диэлектрической функции, обозначаемой εRPA(k, ω).
Предполагается, что вклад в диэлектрическую проницаемость от полного электрического потенциала усредняется, так что вклад вносит только потенциал с волновым вектором k. Именно это имеется в виду под приближением случайных фаз. Рассчитанная диэлектрическая функция, называемая также диэлектрической функцией Линдхарда, правильно предсказывает ряд свойств электронного газа, в том числе существование плазмонов.
В конце 1950-х приближение случайных фаз подверглось критике за переоценку степеней свободы, а призыв к обоснованию привёл к интенсивной работе среди физиков-теоретиков. В основополагающей статье Мюррей Гелл-Манна и Кейт Брюкнер показали, что приближение можно получить из суммирования цепных диаграмм Фейнмана ведущего порядка в электронном газе с высокой плотностью.
Самосогласованность этих результатов стала важным обоснованием и мотивом прогресса в физике конденсированного состояния в конце 50-х и 60-х годов.